# Haematopota paratruncata
Haematopota paratruncata är en tvåvingeart som beskrevs av Wang och Liu 1977. Haematopota paratruncata ingår i släktet Haematopota och familjen bromsar. Inga underarter finns listade i Catalogue of Life.